# Lijst van voetbalinterlands Bulgarije - Schotland (vrouwen)
Deze lijst van voetbalinterlands is een overzicht van alle officiële voetbalinterlands tussen de nationale vrouwenteams van Bulgarije en Schotland. De landen hebben tot nu toe drie keer tegen elkaar gespeeld.

## Wedstrijden
| № | Plaats  | Datum        | Competitie            | Wedstrijd             | Uitslag |
| - | ------- | ------------ | --------------------- | --------------------- | ------- |
| 1 | Varna   | 3 april 1992 | Grand Hotel Varna Cup | Bulgarije − Schotland | 0 − 3   |
| 2 | Falkirk | 1 april 2010 | WK 2011 kwalificatie  | Schotland − Bulgarije | 8 − 1   |
| 3 | Sofia   | 19 juni 2010 | WK 2011 kwalificatie  | Bulgarije − Schotland | 0 − 5   |

## Samenvatting
| Competitie            | Totaal gespeeld | Winst Bulgarije | Gelijk | Winst Schotland | Doelsaldo Bulgarije – Schotland |
| --------------------- | --------------- | --------------- | ------ | --------------- | ------------------------------- |
| WK-kwalificatie       | 2               | 0               | 0      | 2               | 1 − 13                          |
| Grand Hotel Varna Cup | 1               | 0               | 0      | 1               | 0 − 3                           |
| Totaal                | 3               | 0               | 0      | 3               | 1 − 16                          |